# Дар-ель-Беіда (округ)
Дар-ель-Беіда (араб. دائرة الدار البيضاء) — округ Алжиру. Входить до складу вілаєта Алжир. Адміністративний центр — м. Дар-ель-Беіда. Округ включає в себе 7 муніципалітетів. Населення — 348 883 осіб (1998).

## Муніципалітети округу
- Дар-ель-Беіда
- Баб-Езуар
- Айн-Тайа
- Ель-Марса
- Бордж-Ель-Бахрі
- Бордж-Ель-Кіфан
- Мохамедія